# Styx Records
Styx Records ist eine österreichische Plattenfirma, die 1999 vom ehemaligen Schlagzeuger der Mojo Blues Band, Peter Müller, gegründet wurde. Der Schwerpunkt der Veröffentlichungen liegt auf Blues, Rhythm and Blues und Boogie-Woogie aus Österreich.

## Künstler
Zu den Künstlern, deren CDs bei Styx Records veröffentlicht sind, gehören u. a.:
- Mojo Blues Band
- Frank Muschalle Trio
- Vince Weber
- Martin Pyrker
- Andreas Sobczyk
- Siggi Fassl
- The Blue Flagships
- Dave Ruosch Trio
- Norbert Schneider’s R&B Caravan
- Swinging Ladies DeLuxe
- The King Bees
- Fall in Blues
- Sixty Minute Men
- Dove House Blues
- The Honky Tonk Playboys
- Hannes Kasehs
- Natascha & Bluescrackers
- Peter Kern
- Mika Stokkinen
- Arthur Fandl
- Susanne Plahl & The Lightning Rod
- Austrian Blues Unit
- Wiener Linien Blues Band
- Blues Rooster
- Henning Pertiet Trio
- The Rocking Birds
- Matthias Seuffert & Rossano Sportiello
- The Silvertones
- Wolfgang Pöll
- Peter B. Reber

Zum Katalog gehören auch verschiedene DVDs: Norbert Schneider´s R&B Caravan – Live at Jazzfestival Ascona 2007 (Styx 1032) und Live in Concert 2005 (Styx 1019)
A Father’s Dream (Styx 1012), gemeinsamer Auftritt von Martin Pyrker und seiner Tochter Sabine Pyrker.